# Campodorus gallicus
Campodorus gallicus är en stekelart som först beskrevs av Thomson 1894.  Campodorus gallicus ingår i släktet Campodorus och familjen brokparasitsteklar. Inga underarter finns listade.